# Savius diversicornis
Savius diversicornis är en insektsart som först beskrevs av John Obadiah Westwood 1842.  Savius diversicornis ingår i släktet Savius och familjen bredkantskinnbaggar. Inga underarter finns listade i Catalogue of Life.